# Bahnhof Nakano
Der Bahnhof Nakano (jap. 中野駅, Nakano-eki) ist ein Bahnhof auf der japanischen Insel Honshū. Er befindet sich im Bezirk Nakano der Hauptstadt Tokio und wird gemeinsam von der Bahngesellschaft JR East sowie der U-Bahn-Gesellschaft Tōkyō Metro betrieben.

## Verbindungen
Nakano ist ein Zwischenbahnhof an der Chūō-Hauptlinie von Tokio über Shinjuku nach Shiojiri, deren Gleise identisch mit jenen der Chūō-Schnellbahnlinie Tokio–Shinjuku–Takao sind. Teilweise parallel dazu verläuft die Chūō-Sōbu-Linie von Mitaka über Akihabara nach Chiba. Alle drei Linien werden von der Bahngesellschaft JR East betrieben. Darüber hinaus ist Nakano die westliche Endstation der Tōzai-Linie der Gesellschaft Tōkyō Metro, die durch die Tokioter Innenstadt nach Nishi-Funabashi führt. Zusätzlich wird diese U-Bahn-Linie an beiden Enden zur Chūō-Sōbu-Linie durchgebunden; einerseits von Nakano nach Mitaka, andererseits von Nishi-Funabashi nach Tsudanuma.
Im überregionalen Verkehr halten in Nakano an Wochenenden und Feiertagen drei Schnellzugpaare des Holiday Rapid Okutama von Shinjuku über Tachikawa nach Oku-Tama (bzw. als Holiday Rapid Akigawa nach Musashi-Itsukaichi). Der Regionalverkehr auf der Chūō-Schnellbahnlinie ist sehr dicht und besteht aus einem komplexen System von Eil- und Nahverkehrszügen mit Zugfolgen von wenigen Minuten. Ausgangspunkte sind in der Regel Tokio im Osten sowie Takao und Ōtsuki im Westen. Manche dieser Züge verkehren über Ōtsuki hinaus nach Kawaguchiko oder wechseln in Tachikawa auf die Ōme-Linie.
Der Lokalverkehr durch die inneren Tokioter Vororte wird auf der Chūō-Sōbu-Linie abgewickelt, die über eigene Gleise verfügt und von den beiden anderen Linien betrieblich unabhängig ist. Während der Hauptverkehrszeit beträgt die Zugfolge nur zweieinhalb Minuten, wobei mehrere Züge westlich von Mitaka weiter nach Musashi-Koganei verkehren und erst dort wenden. Tagsüber werden acht Züge stündlich angeboten. Außer während der morgendlichen Hauptverkehrszeit und am späten Abend verkehren stündlich bis zu fünf U-Bahnen der Tōzai-Linie über die nominelle Endstation Nakano hinaus nach Mitaka.
Sowohl auf dem nördlichen als auch auf dem südlichen Bahnhofsvorplatz gibt es große Busterminals mit mehreren Haltestellen. Diese werden von rund drei Dutzend Linien der Gesellschaften Kantō Bus, Keiō Dentetsu Bus, Kokusai Kyōgyō Bus, Ryobi Bus, Toyotetsu Bus und Airport Transport Service genutzt.

## Anlage
Der Bahnhof steht auf einem Viadukt im Stadtteil Higashinakano, der zum Bezirk Nakano gehört. Unter dem Viadukt hindurch führt die Unterführung der vierspurigen, von Norden nach Süden verlaufenden Hauptstraße Nakano-dōri. Die Anlage ist von Osten nach Westen ausgerichtet und besitzt neun Gleise, von denen acht dem Personenverkehr dienen. Diese liegen an vier überdachten Mittelbahnsteigen. Treppen und Rolltreppen führen hinauf zu den Bahnsteigen. Auf den Gleisen 1 und 2 sowie 5 bis 8 halten die Züge von JR East, auf den Gleisen 3 bis 5 die U-Bahn-Züge von Tōkyō Metro. Beide Gesellschaften teilen sich somit die Anlage und beim Umsteigen müssen keine Bahnsteigsperren passiert werden. Das südlichste Gleis liegt nicht an einem Bahnsteig, sondern dient als Zufahrt zum Depot Nakano von JR East. Es umfasst eine dreigleisige Wagenhalle und neun weitere Abstellgleise im Freien.
In der Umgebung befinden sich einige für die Besucher der Bezirks Nakano wichtige Gebäude. Am nördlichen Bahnhofsvorplatz liegen die Sun Mall und der Nakano Broadway. Diese sind bekannt als Hauptquartier von Mandarake, einem Second-Hand Händler rund um die Otaku-Kultur. Nordwestlich des Bahnhofs gelegen sind die Bezirksverwaltung sowie das Nakano Sun Plaza, das ein Hotel und eine große Konzerthalle umfasst. Weiterhin befinden sich in Bahnhofsnähe die Hauptverwaltung der Kaufhauskette Marui. Über den Südausgang sind die öffentliche Bibliothek und das Kultur- und Veranstaltungszentrum Nakano Zero zu erreichen.
Im Fiskaljahr 2019 nutzten durchschnittlich 233.524 Fahrgäste täglich den Bahnhof. Davon entfielen 150.907 auf JR East und 82.617 auf Tōkyō Metro.

## Bilder

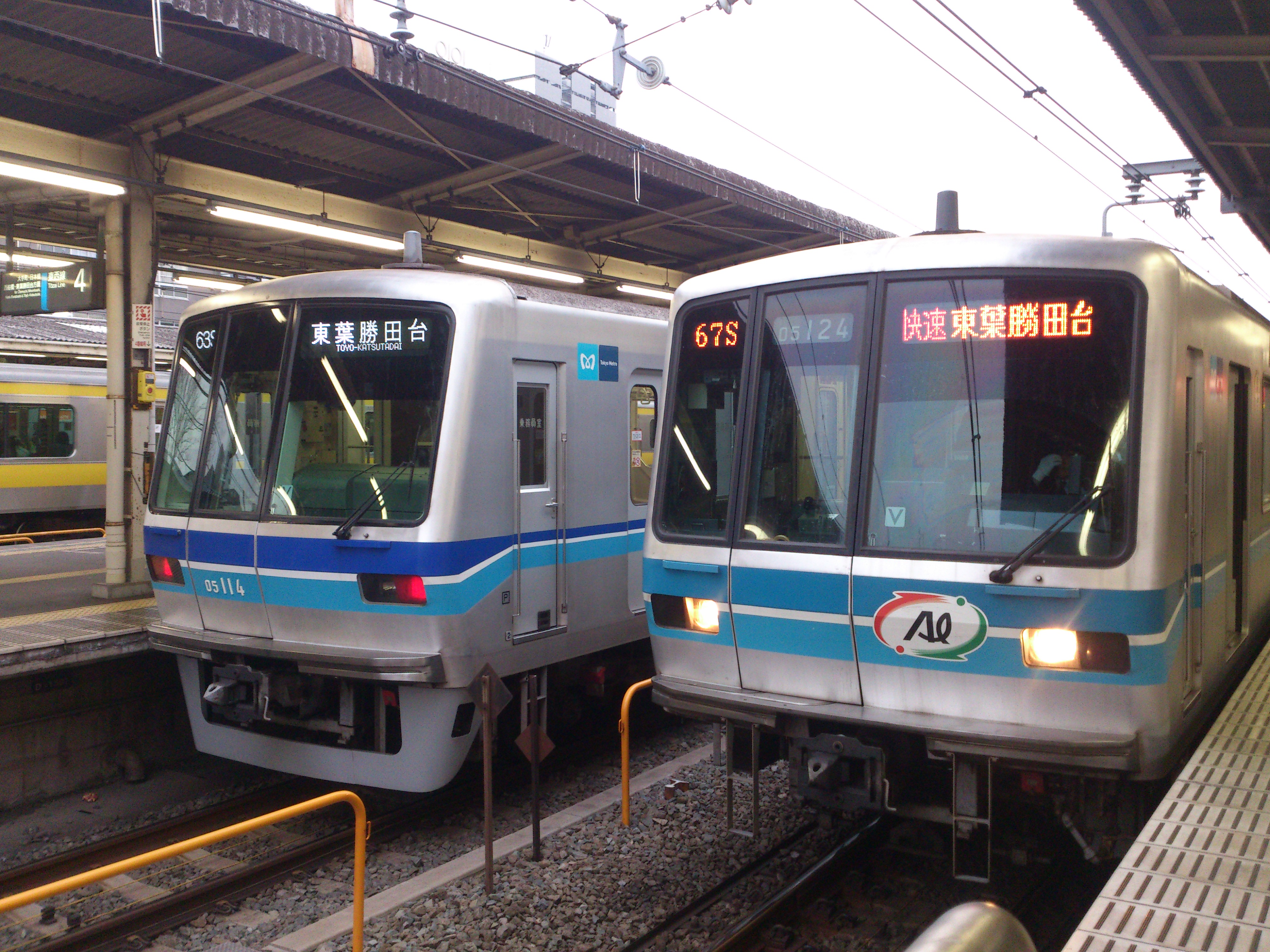
Züge der Tōzai-Linie in Nakano
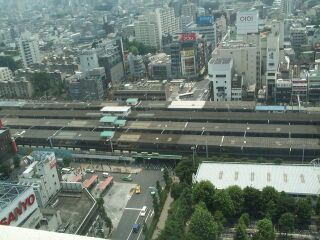
Ansicht des Bahnhofs vom Nakano Sunplaza aus (2003)
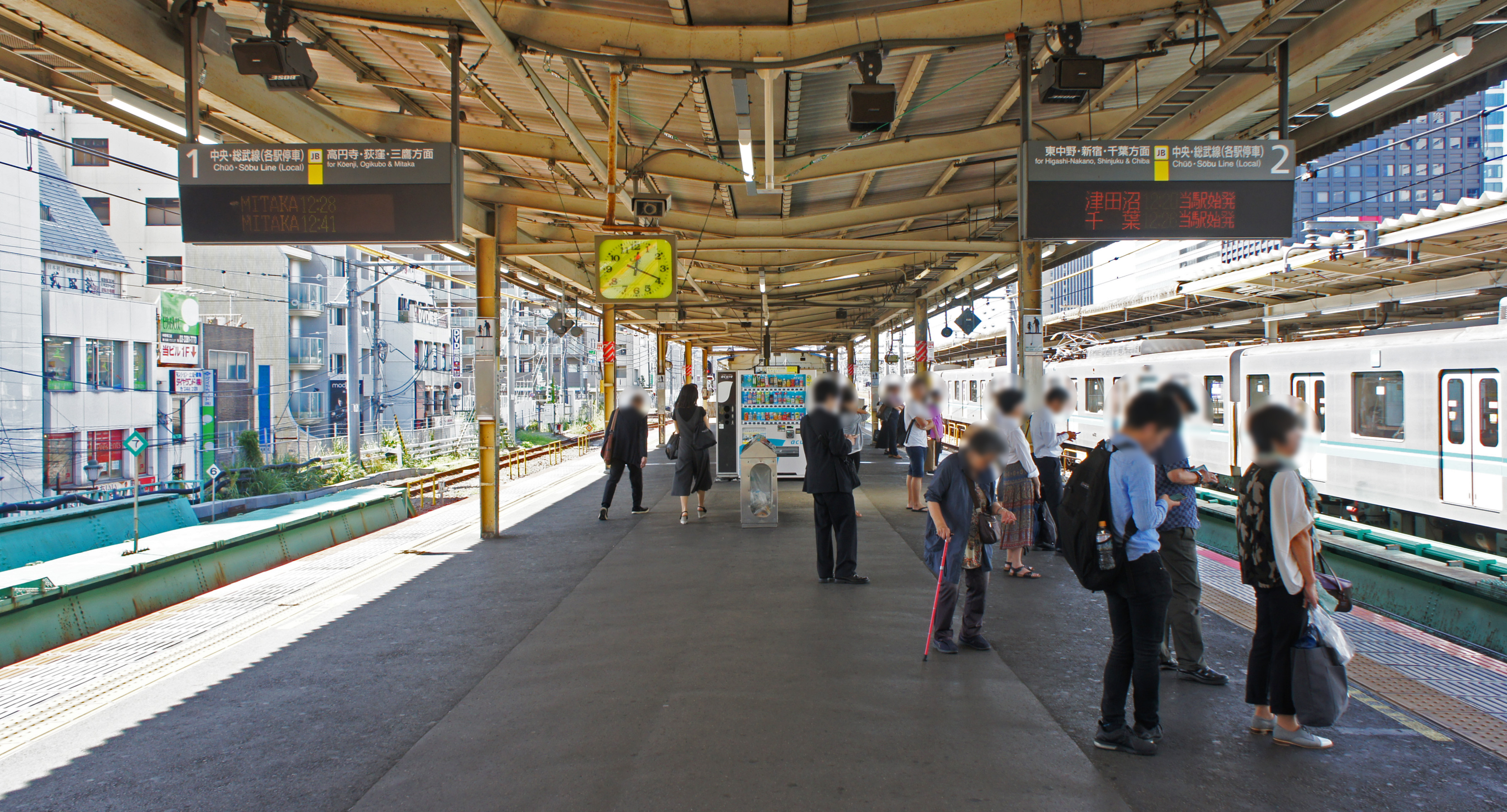
Bahnsteig der Chūō-Sōbu-Linie
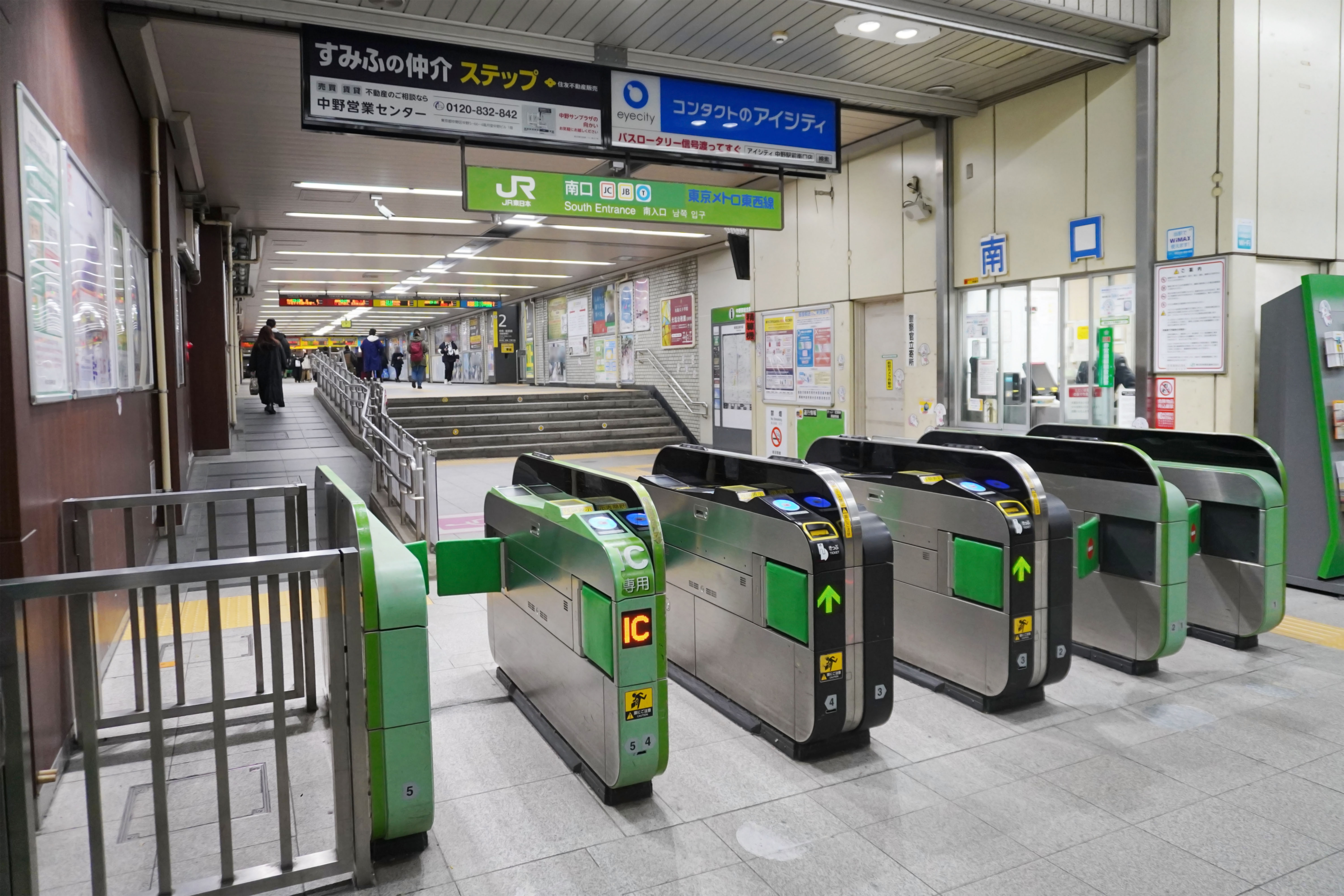
Bahnsteigsperren

## Gleise

Gleisplan

| 1     | ▉ Chūō-Sōbu-Linie       | Shinjuku • Akihabara • Nishi-Funabashi • Chiba    |
| 2     | ▉ Chūō-Sōbu-Linie       | Mitaka                                            |
| 3     | Tōzai-Linie             | ankommende U-Bahnen, Durchbindung nach Mitaka     |
| 4     | Tōzai-Linie             | Iidabashi • Ōtemachi • Nishi-Funabashi            |
| 5     | ▉ Chūō-Sōbu-Linie       | Shinjuku • Akihabara • Chiba                      |
| 5     | Tōzai-Linie             | durchgebundene U-Bahnen von Mitaka nach Tsudanuma |
| 6     | ▉ Chūō-Schnellbahnlinie | Mitaka • Tachikawa • Hachiōji • Takao             |
| 7 • 8 | ▉ Chūō-Schnellbahnlinie | Shinjuku • Tokio                                  |

## Linien
| Verlauf der Chūō-Schnellbahnlinie |
| --- |
| Tokyo –Kanda • Ochanomizu • Yotsuya • Shinjuku • Nakano • Kōenji • Asagaya • Ogikubo • Nishi-Ogikubo • Kichijōji • Mitaka • Musashi-Sakai • Higashi-Koganei • Musashi-Koganei • Kokubunji • Nishi-Kokubunji • Kunitachi • Tachikawa • Hino • Toyoda • Hachiōji • Nishi-Hachiōji • Takao |

| Verlauf der Chūō-Schnellbahnlinie |
| --- |
| Chiba • Nishi-Chiba • Inage • Shin-Kemigawa • Makuhari • Makuharihongō • Tsudanuma • Higashi-Funabashi • Funabashi • Nishi-Funabashi • Shimōsa-Nakayama • Moto-Yawata • Ichikawa • Koiwa • Shin-Koiwa • Hirai • Kameido • Kinshichō • Ryōgoku • Asakusabashi • Akihabara • Ochanomizu • Suidōbashi • Iidabashi • Ichigaya • Yotsuya • Shinanomachi • Sendagaya • Yoyogi • Shinjuku • Ōkubo • Higashi-Nakano • Nakano • Kōenji • Asagaya • Ogikubo • Nishi-Ogikubo • Kichijōji • Mitaka |

## Geschichte

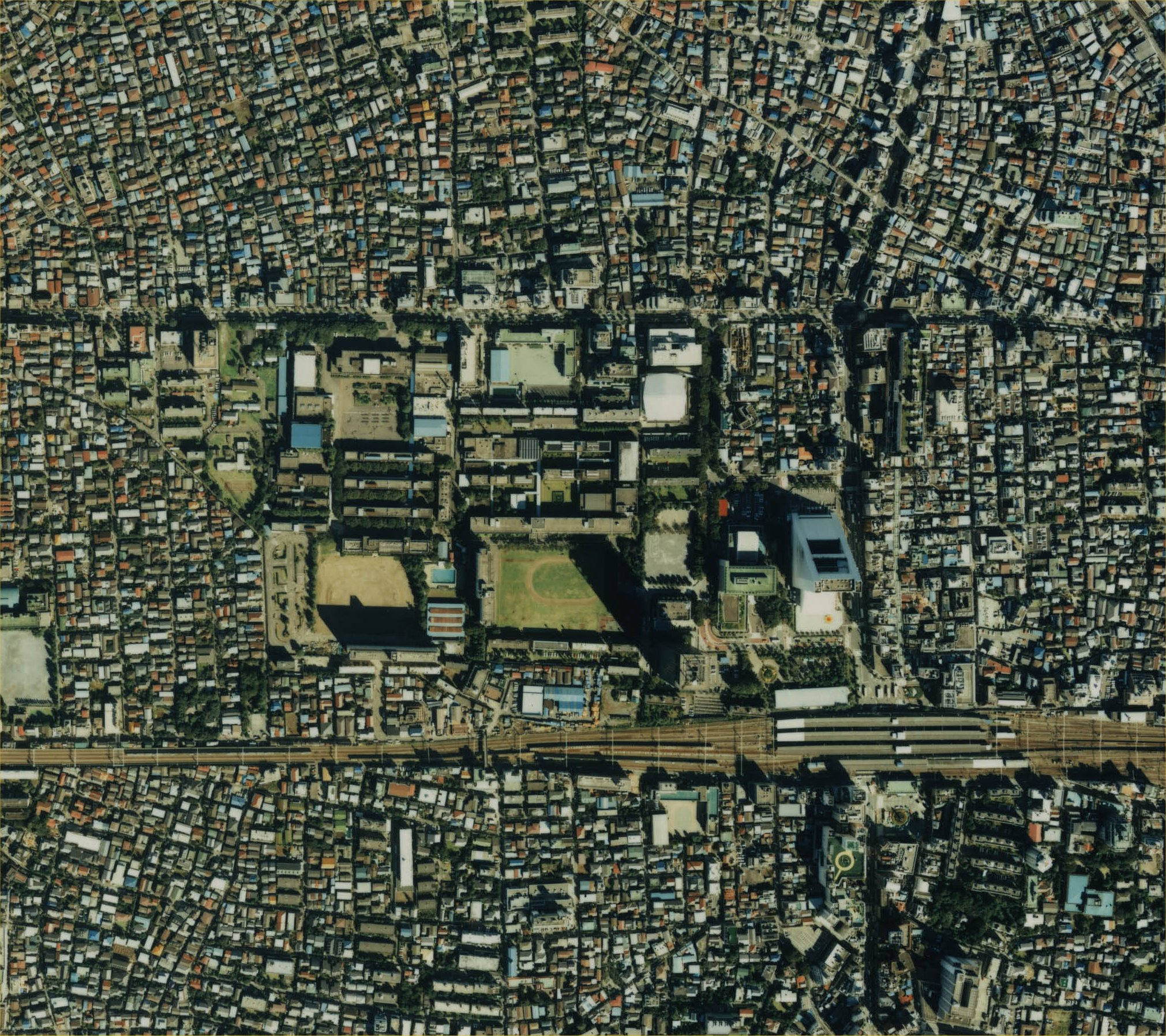
Luftansicht (1989)

Die private Bahngesellschaft Kōbu Tetsudō eröffnete den Bahnhof am 11. April 1889, zusammen mit dem Abschnitt Shinjuku–Tachikawa der Chūō-Hauptlinie. Sein ursprünglicher Standort lag etwa hundert Meter westlich des heutigen Empfangsgebäudes. Am 1. Oktober 1906 wurde die Kōbu Tetsudō verstaatlicht. Im Zusammenhang mit dem Ausbau der Strecke verlegte das Eisenbahnministerium den Bahnhof im Jahr 1929 an seinen heutigen Standort. Gleichzeitig entstand eine Straßenunterführung, um den Nakano-dōri von der Nord- auf die Südseite zu führen. Am 16. Mai 1963 gab die Japanische Staatsbahn den Güterumschlag auf. Während der Abschnitt Shinjuku–Nakano bereits seit 15. Oktober 1928 viergleisig ausgebaut war, folgte am 16. März 1966 die Inbetriebnahme eines zweiten Gleispaars zwischen Nakano und Ogikubo.
Am 25. März 1964 eröffnete die Teito Kōsokudo Kōtsū Eidan (kurz Eidan, seit der Privatisierung im Jahr 2004 als Tōkyō Metro bekannt) einen 3,9 km langen Abschnitt der Tōzai-Linie von Waseda nach Nakano, womit nun eine Anbindung an das U-Bahn-Netz bestand. Im Rahmen der Staatsbahnprivatisierung ging der Bahnhof am 1. April 1987 in den Besitz der neuen Gesellschaft JR East über (gemeinsam mit der Eidan). Einen Tag zuvor nahm JR Freight den Güterumschlag im beschränkten Umfang wieder auf.